# Salima Mukansanga
Salima Rhadia Mukansanga (sinh năm 1988 tại Rwanda) là một nữ trọng tài bóng đá người Rwanda. Cô trở thành trọng tài FIFA kể từ năm 2012. Cô cũng từng điều hành các trận đấu tại Giải vô địch bóng đá nữ thế giới 2019 diễn ra tại Pháp.

## Tiểu sử
Salima Mukansanga sinh năm 1988 tại Rwanda. Cô ban đầu thi đấu cho bộ môn bóng rổ nhưng sau đó chuyển sang bóng đá sau khi được thông báo rằng cô còn quá trẻ để gia nhập đội tuyển bóng rổ U-17 nữ quốc gia. Cô từng đề nghị Liên đoàn bóng đá Rwanda tham gia một khóa đào tạo trọng tài sau khi học hết trung học nhưng bị liên đoàn từ chối do còn quá trẻ tuổi. Sau đó, cô được phép tham gia vào khóa học đó sau một thời gian tự tìm hiểu về luật bóng đá. Cô từng tốt nghiệp ngành điều dưỡng và hộ sinh tại Trường Đại học Gitwe.
Khi bắt đầu sự nghiệp, cô điều hành một số trận đấu bóng đá nghiệp dư dành cho nam và một số trận đấu tại giải hạng hai dành cho nữ.

## Sự nghiệp
Năm 2022, cô trở thành trọng tài nữ đầu tiên trong lịch sử điều hành các trận đấu tại Cúp bóng đá châu Phi, cùng với dàn trọng tài nữ Fatiha Jermoumi, Bouchra Karboubi (Maroc) và Carine Atemzabon (Cameroon) điều hành tổ VAR. Cô cũng từng điều hành một số trận đấu tại Thế vận hội Mùa hè, Cúp bóng đá nữ châu Phi, Giải vô địch bóng đá nữ thế giới và CAF Women's Champions League. Vào năm 2022, cô trở thành một trong ba trọng tài nữ điều hành các trận đấu tại Giải vô địch bóng đá thế giới 2022 diễn ra trên đất Qatar, cùng với Stéphanie Frappart (Pháp) và Yamashita Yoshimi (Nhật Bản). Cô ra mắt giải đấu với tư cách là trọng tài thứ tư trong trận đấu giữa Pháp và Úc trong khuôn khổ bảng D của giải đấu. Đây là trận đấu mà Pháp, đương kim vô địch của giải đấu, giành chiến thắng với tỷ số 4–1. Cô cũng được tạp chí BBC công nhận là một trong 100 người phụ nữ có sức ảnh hưởng lớn trên thế giới vào năm 2022.
Vào ngày 9 tháng 1 năm 2023, cô tiếp tục được FIFA lựa chọn để làm nhiệm vụ tại Giải vô địch bóng đá nữ thế giới 2023 được tổ chức tại Úc và New Zealand.